# Cantón de Saint-Nicolas-de-la-Grave
El cantón de Saint-Nicolas-de-la-Grave era una división administrativa francesa, que estaba situada en el departamento de Tarn y Garona y la región de Mediodía-Pirineos.

## Composición
El cantón estaba formado por catorce comunas:
- Angeville
- Castelferrus
- Castelmayran
- Caumont
- Cordes-Tolosannes
- Coutures
- Fajolles
- Garganvillar
- Labourgade
- Lafitte
- Montaïn
- Saint-Aignan
- Saint-Arroumex
- Saint-Nicolas-de-la-Grave

## Supresión del cantón de Saint-Nicolas-de-la-Grave
En aplicación del Decreto n.º 2014-273 de 27 de febrero de 2014, el cantón de Saint-Nicolas-de-la-Grave fue suprimido el 22 de marzo de 2015 y sus 14 comunas pasaron a formar parte diez del nuevo cantón de Beaumont-de-Lomagne y cuatro del nuevo cantón de Garona-Lomagne-Brulhais.